# Amaze Entertainment
 (mai 2025).
Si vous disposez d'ouvrages ou d'articles de référence ou si vous connaissez des sites web de qualité traitant du thème abordé ici, merci de compléter l'article en donnant les références utiles à sa vérifiabilité et en les liant à la section « Notes et références ».
Amaze Entertainment est un ancien développeur de jeux vidéo, localisé aux États-Unis (à Kirkland), ayant vendu plus d'une centaine de jeux (approximativement plus de 40 millions d'exemplaires) sur de nombreuses plateformes de jeux vidéo. Amaze a été fondé par l'entrepreneur Dan Elenbaas et ses partenaires Todd Gilbertsen et David Mann.  
Les premières années, son nom légal était KnowWonder, Inc., bien qu'en 2001, ait été renommé Amaze Entertainment et que les départements de KnowWonder aient été scindés. Le service de poche dirigé par Steve Ettinger a été renommé Griptonite Games, son service de console de KnowWonder, dirigé par Stephen Clarke-Wilson a été renommé Adrenium Games et le service PC a conservé le nom KnowWonder. Le but principal d'Amaze se focalisait sur les licences de jeux vidéo basés sur les franchises médiatiques, les séries de bandes-dessinées et sur les titres originaux. Amaze se popularise et devient alors l'un des plus grands développeurs indépendants de jeux vidéo dans le monde, avec 300 employés basés dans quatre studios. Amaze est racheté par Foundation 9 le 14 novembre 2006. 
En juillet 2009, Foundation 9 abandonne la branche Amaze Entertainment et renomme son entreprise localisée à Kirkland sous le nom de Griptonite Games. Le 2 août 2011, Glu Mobile rachète Griptonite Games. Son équipe composée de 200 employés « double approximativement » le développement interne de Glu.